# Mulwala
Mulwala är en ort i Australien. Den ligger i kommunen Corowa Shire och delstaten New South Wales, i den sydöstra delen av landet, omkring 530 kilometer sydväst om delstatshuvudstaden Sydney. Antalet invånare är 1 987. Den ligger vid reservoaren Lake Mulwala.
Runt Mulwala är det mycket glesbefolkat, med 5 invånare per kvadratkilometer.. Närmaste större samhälle är Yarrawonga, nära Mulwala. 
Trakten runt Mulwala består till största delen av jordbruksmark. Genomsnittlig årsnederbörd är 1 060 millimeter. Den regnigaste månaden är juli, med i genomsnitt 135 mm nederbörd, och den torraste är november, med 44 mm nederbörd.